# Víctor Silvero
Víctor Silvero fue un político de origen correntino, colaboracionista con el Paraguay durante la guerra de la Triple Alianza, que «defendió la causa de la patria paraguaya, y participó de su destino como un verdadero paraguayo». El militar y cronista paraguayo Juan Crisóstomo Centurión lo llama el «hombre clave de la guerra».

## Biografía
Víctor Silvero nació en la ciudad de Corrientes pero pasó su adolescencia y juventud en Asunción del Paraguay, tras lo que regresó a su provincia natal.

### Funcionario público y estanciero
A comienzos de 1855 se desempeñaba como Administrador de Aduanas de la Provincia. Desde el puesto

...elevó una nota al gobernador quejándose por la caída en el movimiento de la aduana de aquella localidad. La causa, señalaba, radicaba en las excesivas ventajas concedidas a las aduanas de Federación y Concordia a las que se sumaban otras derivadas de distinto tipo de maniobras implementadas por administradores de ambas oficinas. El funcionario provincial sugería, a los efectos de resolver el conflicto, que Restauración fuese elevada al mismo rango que Concordia.

Se desempeñó luego como Juez de Paz en los años 1858 y 1859 mereciendo comentarios favorables a su gestión en los medios locales:

…es digno de todo elogio el patriótico celo de nuestro juez de paz Don Víctor Silvero, que haciendo servir a tan nobles objetos la general simpatía de que goza de todo este vecindario.

Propietario de un establecimiento ganadero en el departamento de Santo Tomé, se afincó luego en el pueblo de Restauración (actualmente Paso de los Libres) aunque sus transacciones comerciales lo ligaron siempre a la ciudad de Corrientes y a la de Asunción.
Allí participó intensamente en la vida social y política local: brindó su apoyo al naturalista Aimé Bonpland, integró el Club Político del Pueblo (1860), y el 25 de mayo de 1860 fue uno de los oradores en el homenaje por el aniversario de la Revolución de Mayo y en la colocación de la piedra fundamental para el templo local.

### Vísperas de la guerra
En el año 1863 ya se encontraba residiendo en la capital de la provincia y a partir del año siguiente fue colaborador de redacción en el periódico paraguayista El Independiente que se editaba en Corrientes.
Meses antes de la ocupación paraguaya a Corrientes, Silvero realizó algunos viajes a Asunción.
Sus gestiones a favor de Paraguay eran conocidas en la provincia. En enero de 1865 un informante paraguayo escribía al canciller paraguayo José Bergés que

El General Cáceres hablando con D. Melitón Quiroz respecto a la guerra entre el Paraguay y el Brasil, dijo que lo miraba en mucho peligro al Paraguay, porque el Brasil era una potencia fuerte. El mismo Cáceres hablando con Silvero afirmo lo contrario. Esta mañana salió de regreso a su estancia "Paraíso” el General Cáceres, quedando muy bien con los dos partidos políticos.

### Triunviro
Ocupada la ciudad por las tropas paraguayas al mando de Wenceslao Robles, el 16 de abril de 1865 arribó el canciller Bergés, designado por el presidente mariscal Francisco Solano López como comisionado civil en la provincia con instrucciones de gestionar la formación de un gobierno civil integrado por correntinos, quienes se harían cargo de la administración de la provincia y pactarían una alianza formal contra la República Argentina colaborando con el esfuerzo bélico del invasor.
El discurso público que acompañó la iniciativa queda reflejado en la prosa de El Semanario:

Bien han comprendido los leales correntinos que el Paraguay no pisa su suelo para conquistarlo: su bandera no es la bandera de la absorción que el Brasil levanta y bajo la cual se ha afiliado el gobierno argentino; el Paraguay lleva su estandarte a esas regiones para entrelazarlo con el pabellón argentino que sea sostenido por brazos leales y corazones entusiastas del bien del país, lleva a estrechar con ellos la comunidad de sangre, de lengua, de creencia, con el sostenimiento del interés común que se cifra en la destrucción de los enemigos de la paz, de la tranquilidad y del progreso de estos pueblos (…) Los correntinos serán los primeros a quienes cabrá la gloria de levantar la bandera argentina que siempre ha flameado sobre el humo de los cañones que sostuvieron inmortales principios; ellos serán los primeros que volverán por el honor, por el nombre argentino, que se ven comprometidos por la negra e infame traición de su gobierno.

A esos efectos el Consejo Municipal presidido por Juan A. De los Santos convocó a una reunión de vecinos para elegir sus representantes, la cual se llevó a cabo el 19 de abril de 1865 en el club 25 de Mayo. Allí cada uno de los 112 vecinos convocados debió votar por tres candidatos, de los cuales los más votados constituiría un Triunvirato o Junta Gubernativa. El resultado del escrutinio favoreció a Teodoro Gauna (107 votos), Sinforoso Cáceres (106)) y Víctor Silvero (102), seguidos por Wenceslao Díaz Colodrero (8), Cayetano Virasoro (6), Antonio Díaz de Vivar (4), Pedro Maraso (1), Juan Manuel Villar (1) y Ramón Contreras (1).
Entre los participantes de ese escrutinio, de los cuales «algunos concurrieron de mala gana y otros de muy buen grado», se encontraban algunos de los más conocidos vecinos de la ciudad, entre ellos Manuel Antonio (1798-1875) y Nicolás Ferré (hermano y sobrino del exgobernador Pedro Ferré), Pedro Rolón (hermano del exgobernador José María Rolón), el citado Cayetano Virasoro (hermano del exgobernador Benjamin Virasoro), Manuel S. Mantilla (tío del historiador y político Manuel Florencio Mantilla), etc.
Los tres hombres estaban ligados al partido federal. Teodoro Gauna, Sinforoso Cáceres y Víctor Silvero consituirían un gobierno teóricamente autónomo pero supervisado por tres comisionados paraguayos, uno de ellos Bergés.
Aunque era un autodidacta, en palabras de Centurión «un hombre formado por sí mismo», era de los integrantes del triunvirato colaboracionista denominado Junta Gubernativa de Corrientes, «el más competente por su ilustración para el desempeño del cargo».
Por su parte, el gobernador legítimo Manuel Ignacio Lagraña el 13 de abril se había retirado de la capital junto a funcionarios y algunos batallones improvisados de milicias, instalando la sede provisoria de su gobierno en distintos poblados del interior provincial.
Enterado de la conformación de una Junta gubernativa de gobierno, el 21 de abril Lagraña dictó un decreto declarando nula la designación de toda autoridad y declarando que todos los que «obedezcan órdenes de dicha autoridad o tomen las armas en su defensa, o le presten cualquier colaboración o ayuda serán considerados traidores a la Patria», de acuerdo a las disposiciones de la Constitución Nacional.
La ocupación paraguaya del territorio correntino, y consiguientemente la efectiva jurisdicción del Triunvirato, se extendió con rapidez alcanzando los departamentos de Lomas, San Miguel, San Luis del Palmar, Mburucuya, Caa Cati, San Cosme, Itatí, Empedrado y Bella Vista.
En los siguientes meses la guerra dividió territorial y políticamente a la provincia en dos zonas, por un lado el noroeste dominado por las tropas paraguayas y bajo las directivas de la Junta Gubernativa, y el resto bajo la jurisdicción de Lagraña. La línea divisoria aproximada coincidió en líneas generales con el río Santa Lucía, pero los movimientos de la vanguardia de la caballería correntina hicieron que en varios departamentos (San Miguel, Mburucuyá) ambos gobiernos nombraran autoridades y designaran Jueces de Paz.
A fines de julio, Silvero se trasladó a San Luis para organizar, armar y equipar una columna montada de alrededor de 300 hombres,

formada la mayor parte de los vecinos de San Luis, algunos pocos de San Cosme y Lomas (…) Su armamento era irregular, escaso, malo, era negativo en cuanto a ofender, era de simple aparato.»

Si bien aduciría más tarde que había sido creado con la finalidad mantener el orden público, los derechos y propiedades de los ciudadanos ante «la desolación que se encontraban los departamentos del Este, como Yaguareté Corá, San Miguel, San Antonio Mburucuyá, y Caa Cati por el abandono que habían hecho de sus hogares gran número de sus vecinos», el batallón fue organizado militarmente, puesto bajo el mando de Juan Francisco Lovera y enfrentó en la batalla de Naranjitos (21 de septiembre) a los batallones del ejército argentino comandados por los coroneles Juan Andrés Ricarde y Félix Antonio Romero.
Sus actos de gobiernos «que han quedado documentados en “El Independiente”, periódico de aquellos días, y que configuran una evidente traición a la patria, entre otros, la separación de la provincia de la nación y el retiro de la representación que ejercían ante el Congreso los legisladores nacionales».
Durante la ocupación continuó colaborando en los periódicos El Independiente y El Progreso, y luego en El Semanario y el Cabichuí.

### En Paraguay
Iniciado el repliegue paraguayo y disuelta la Junta Gubernativa, sus tres miembros siguieron a las tropas paraguayas a Asunción.
Allí Víctor Silvero continuó sirviendo como periodista y con motivo de las celebraciones tras la batalla de Boquerón, escribió e hizo imprimir y distribuir unos versos entre los que afirma:
"Salve, nación Paraguaya!
Oh, grande Patria, salve!
La Libertad y el Derecho
Bendecirán tus edades!
Ya la espada del gran López
Marcando grandes victorias
Te colma de heroicidades,
Laureles, palmas y glorias.
Ya tus fieros enemigos:
Un imperio y dos Repúblicas,
Bajo el filo de tus armas.
Se sepultan en sus tumbas."
Teodoro Gauna y Sinforoso Cáceres murieron en el Paraguay durante el transcurso de la guerra a resultas de las purgas dispuestas por López. 
Así, en 1869 se los consideraba incluidos «entre las ejecuciones que fueron hechas en el Paraguay 1868 por conato de revolución» y se sospechaba hubiera cabido igual suerte a Silvero.
Sin embargo Víctor Silvero mantuvo una relación cercana con López hasta Cerro Corá. López le reconoció rango de coronel y llegó a manifestarle que

Yo llevaré a la tumba el pesar de no haberme sido posible recompensarle sus buenos servicios, de los que he estado siempre satisfecho».

### Exilio y regreso a Corrientes
Capturado por las tropas brasileñas en las inmediaciones de la Villa Concepción el 13 de marzo de 1870 fue enviado por el general brasileño José Antônio Correia da Câmara como prisionero de guerra a Río de Janeiro. Allí permaneció detenido hasta el 6 de agosto de 1871. Viajó a Montevideo y el 5 de enero de 1872 partió hacia Buenos Aires.
Allí intentó infructuosamente reunirse con el presidente Domingo Faustino Sarmiento con el fin de solicitar una amnistía que lo incluyera, reuniéndose finalmente con el entonces ministro de justicia Nicolás Avellaneda. Según declararía Silvero, Avellaneda le confió que se presentaría en poco tiempo al Congreso un proyecto de ley de aministía y ante la solicitud de regresar a Corrientes para reencontrarse con su familia y retomar sus negocios, el ministro le recomendó que esperase ya que por aquellos días había estallado una revolución en la provincia y su presencia no era recomendable.
Silvero pasó a Salto (Uruguay) y luego a Montevideo, desde donde escribió a Sarmiento relatando su reunión con el ministro Avellaneda.
Restablecido el orden en Corrientes, se dirigió a Uruguayana (Brasil) donde se reunió con su familia. Una nota del gobierno correntino al Juez de Paz de Paso de los Libres autorizó su regreso y el 6 de octubre de 1872 podía ya inscribirse en el registro cívico de la sección electoral correspondiente a esa ciudad. El 13 de enero de 1873 partió en el buque Federación hasta su estancia San Mateo en el departamento Santo Tomé, desde donde escribió dos cartas al gobernador Miguel Victorio Gelabert, comunicándole su viaje y la necesidad de concretar próximamente con él una reunión.

### Juicio
En Paso de los Libres Silvero se abstuvo de toda actividad o declaración política y su única actividad pública fue un discurso con motivos religiosos denominado "Mes de María" en enero de 1873. Pero su presencia tomó rápidamente estado público y trajo nuevamente al tapete la ocupación paraguaya a Corrientes y el colaboracionismo de muchos ciudadanos de la provincia.
Calificado de traidor a la patria y condenada su presencia por la opinión pública liberal encabezada por los periódicos La Fusión y La Esperanza, en 1874 el Juez Federal de Corrientes Carlos Luna envió un oficio al Juez de Paz de Paso de los Libres ordenando la detención de Silvero.
La competencia judicial para entender los delitos por traición a la patria por hechos ocurridos durante la guerra contra el Paraguay había sido resuelta por la Corte Suprema de Justicia de la Nación Argentina a favor del Juez Federal de Corrientes y para entonces todos los expedientes habían concluido con sentencia firme y absolutoria.
El juez Carlos Luna dispuso como parte de las actuaciones el embargo de una casa en Paso de los Libres y un establecimiento rural en el departamento Santo Tomé a requerimiento del fiscal José Miguel Guastavino. La requisitoria alcanzaba también a la testamentaria de Teodoro Gauna y Sinforoso Cáceres, por considerar a los miembros de la Junta Gubernativa responsables de la extracción de 12 377 704 pesos fuertes del caudal público de la nación que estaban depositados en las cajas de la Administración de aduanas de la ciudad de Corrientes.
Más allá de criticar la actuación de oficio del juez y de extenderse en consideraciones sobre cuestiones de Estado y de política provincial y nacional, Víctor Silvero justificó su actuación como un mal menor, incluso un deber patriótico, indispensable para salvaguardar los intereses nacionales evitando la imposición directa del gobierno militar del Paraguay en la provincia:

Sin embargo, yo llegue a comprender mejor, más claramente, con la determinante declaración del Señor Ministro Berges, que era preciso sostener a todo trance la existencia de la Junta Gubernativa como el punto de apoyo de la salvación del país. Sin la Junta Gubernativa,- el gobierno puramente militar- las armas, la ley marcial. ¡Pobre Corrientes! ¡Pobre Patria!. Después de esa declaración del señor Ministro Berges la Junta Gubernativa se hacia envidiable para todo buen argentino que quisiera sacrificarse en bien de su Patria. Allí se estaba en presencia del martirio; pero también se estaba en presencia de la gloria. Ningún puesto es más peligroso, más difícil, y que requiriese más abnegación, y más firmeza y perseverancia, en todo el escenario de ese grande drama, que el que ocupaba la Junta Gubernativa; pero ninguno tampoco en que pudiera rendirse más importantes servicios a la Patria. Si a mi se me hubiese ofrecido un puente de plata para abandonar la Junta Gubernativa y ponerme fuera de Corrientes, no lo hubiera aceptado jamás, hubiera rechazado como una proposición infame. Y es preciso saber que allí no había comodidad alguna, que allí nada había que halague, que allí no había ni siquiera sueldo, porque yo me opuse a que se asignara a la Junta Gubernativa sueldo alguno, como también a todos sus empleados.

Al explicar su presencia en el escenario de la batalla del Riachuelo califica tanto a las fuerzas brasileñas como paraguayas de invasores:

En este combate formidable, sublime, yo no vi más que dos banderas, la brasilera y la paraguaya. Esta era invasora, y se había iniciado en los mástiles de la flotilla paraguaya, que por vandálico asalto se apoderó de los dos buques de la nación surtos en ese puerto, el 13 de abril, y arrojó algunas balas de cañón sobre la población. Esto es según mi opinión; más según la de “El Semanario” del señor Procurador especial acusador Dr. Sánchez, ese acto del invasor paraguayo, fue un hecho posterior a la declaración de guerra del Congreso paraguayo al Gobierno argentino; y esos tiros de cañón fueron únicamente con el objeto de contener algunos, (para mi denodados) argentinos que con sus fusiles hacían fuego contra los buques, (para mi asaltantes). La otra, la brasilera, la conocemos muy bien todos los buenos argentinos porque nuestros padres nos la han enseñado, y yo la vi al tope de los mástiles de los buques que arrojaron y cruzaron el rostro de esta infeliz ciudad con las balas en la tarde del 25 de Mayo, y también, como muchos lo dijeron, ametrallaron las legiones argentinas que bizarramente pelearon en la Batería. Mi corazón argentino se henchía y dilataba de una satisfacción patriótica al ver que dos enemigos, dos invasores de mi patria se despedazaban. El resultado fue espléndido: la flota paraguaya fue exterminada y desmanteladas sus baterías; y la escuadra brasilera, mediante el arrojo y la pericia de un argentino pudo salvar, como embalsados de camalotes a favor de la corriente.

Más allá de la defensa de Silvero, permanentemente orientada a deslindar responsabilidades, el antecedente de los juicios ya cerrados, la declinación del mitrismo y sus aliados provinciales, la extensión en la sociedad capitalina del sector paraguayista (quienes ya fuera por sus vínculos familiares, económicos, culturales, sociales y comerciales con Paraguay, por desafiar la hegemonía liberal o por desconfianza del Brasil, optaron en mayor o menor grado por colaborar con el invasor) hizo que «en ningún caso se pudo o tal vez no se quiso demostrar la colaboración con las tropas paraguayas».
Finalmente, en 1878 Silvero fue absuelto considerándose que no podía comprobarse definitivamente su colaboración voluntaria para con los ocupantes, por lo que su conducta fue considerada por los magistrados como dirigida y compulsiva por parte de la jefatura militar del gobierno paraguayo.
Sin embargo, durante muchos años en la escena política correntina el nombre de Víctor Silvero fue el arquetipo del traidor a la patria. Incluso cuando en 1929, años después de la muerte de Silvero, concluye el litigio judicial sobre la propiedad del campo San Mateo del departamento Santo Tomé, se hace referencia a 

La hábil inmoralidad del demandado que hasta se titula víctima de la invasión paraguaya a Corrientes, cuando solo desempeñó el misérrimo papel de traidor asociándose al invasor.»

Víctor Silvero falleció en 1902. Escribió sus memorias sobre la guerra en dos volúmenes, pero no fueron publicados y se perdieron tras su muerte.

### Sobre la ocupación de Corrientes
- Encarnación Atienza
- Jacoba Plaza